# Kommunistische Partei Tibets
Die erste  Kommunistische Partei Tibets  (tibetisch: བོད་ གུང་ ཁྲན་ ཏང, Wylie: bod gung khran tang; chinesisch: 西藏 共产党; pinyin: Xīzàng Gòngchǎndǎng) bzw.  Kommunistisch-Revolutionäre Partei des Tibetischen Schneelandes  (tibetisch: ཕུགངས་ལྗོངས་བོད་རིགས་གུང་བྲན་རིང་ལུགས་གསར་བརྗེ་ཚོགས་ཆུང་, Wylie: gangs ljongs bod rigs gung bran ring lugs gsar brje tshogs chung) war eine kleine kommunistische Partei in Tibet, die unter verschiedenen Namen geheim arbeitete. Die Vereinigung wurde 1943 von Phuntsok Wangyal und Ngawang Kesang gegründet. Phuntsok Wangyal war auf einer Akademie der Kommission für tibetische und mongolische Angelegenheiten tätig, die der chinesischen Zentralregierung unterstand. Die Partei entstand aus der Demokratischen Jugendliga Tibets, die Wangyal und andere tibetische Studenten 1939 in Lhasa gegründet hatten. Ihre Gründer beabsichtigten, alle Tibeter zu einer Einheit zu vereinen, die Kham, Amdo und Ü-Tsang umfasste. Sie wandte sich dabei an die Komintern über die die Botschaft der Sowjetunion und bat um ihre Unterstützung, als sie mit der Planung eines Aufstands in Tibet und Kham begann. Später kontaktierte Wangyal auch die Kommunistische Partei Chinas und die Kommunistische Partei Indiens. Die tibetischen Kommunisten bereiteten gemeinsam mit den chinesischen Kommunisten Guerillakämpfe gegen die regierende Kuomintang vor. 1949 fusionierte die Partei mit der Kommunistischen Partei Chinas.
Eine weitere Kommunistische Partei Tibets (tibetisch: ཕུན་ཚོགས་དབང་རྒྱལ, Wylie: phun tshogs dbang rgyal) wurde 1979 von jungen Tibetern im Exil gegründet und erhielt den Segen des Dalai Lama. Sie bestand bis 1981.